# 青山鉞四郎
青山 鉞四郞（あおやま えつしろう、1864年12月24日（元治元年11月26日） - 1933年（昭和8年）6月7日）は、日本の弁護士。

## 人物
旧尾張藩士青山重威の子であり、1864年（元治元年）11月、父の任地であった尾張国海西郡鵜多須村の鵜多須代官所において産声を上げた。3歳のころ、名古屋正木町に移る。父は漢学者であったためその薫陶を受け、小学校修学ののち、森村義民、佐藤牧山を仰ぎ、3冊の著書をなした。
1883年（明治16年）、19歳のとき、二松学舎に入るが、1885年（明治18年）に大学古典講習科漢学部に転じる。しかし、1886年（明治19年）に明治法律学校に移り、3か月で代言人試験（弁護士試験）を受験する。このときの試験には不合格だったが、翌年合格。学校は1学年を修めたのち、退学し、改めて編入試験に合格し、3学年に編入。1888年（明治21年）7月をもって全課程を2年で終えた。
卒業後、東京組合に加盟し、1888年（明治21年）に宇都宮で開業。1891年（明治24年）に福島に移るが、1893年（明治26年）に帰郷し、名古屋組合に加盟した。
1894年（明治27年）9月、月刊の判例新報を創刊。
1895年（明治28年）、名古屋市会議員選挙に初挑戦するも、7票差で惜敗。1898年（明治31年）10月の再挑戦で、初当選を果たす。
宇都宮時代から自由民権運動にかかわり、立憲自由党、憲政党を経て、政友会に至った。
1899年（明治32年）4月、弁護士会長。
1921年（大正10年）7月9日から、1921年（大正10年）10月24日のあいだ、名古屋市会議長を務める。

## 著作
- 『臺灣雜詠』青山鉞四郎発行、1931年12月。
- 『謡曲二番詩』前集、後集、青山鉞四郎発行。